# DFB-Junioren-Vereinspokal 2013/14
Der DFB-Junioren-Vereinspokal 2013/14 war die 28. Austragung dieses Wettbewerbs. Er begann am 4. August 2013 und endete mit dem Finale am 17. Mai 2014.

## Teilnehmende Mannschaften
Am Wettbewerb nehmen die Juniorenpokalsieger (Saison 2012/13) der 21 Landesverbände des DFB teil:
- Holstein Kiel (Schleswig-Holstein)
- Niendorfer TSV (Hamburg)
- Werder Bremen (Bremen)
- Hannover 96 (Niedersachsen)
- Hansa Rostock (Mecklenburg-Vorpommern)
- Hertha Zehlendorf (Berlin)
- Energie Cottbus (Brandenburg)
- 1. FC Magdeburg (Sachsen-Anhalt)
- RB Leipzig (Sachsen)
- FC Rot-Weiß Erfurt (Thüringen)
- Bayer 04 Leverkusen (Mittelrhein)
- Borussia Mönchengladbach (Niederrhein)
- FC Schalke 04 (Westfalen)
- TuS Koblenz (Rheinland)
- 1. FC Kaiserslautern (Südwest)
- SV Elversberg (Saarland)
- Eintracht Frankfurt (Hessen)
- VfB Stuttgart (Württemberg)
- SV Waldhof Mannheim (Baden)
- SC Freiburg (Südbaden)
- Wacker Burghausen (Bayern)

## 1. Runde
In der 1. Runde spielten zehn Teilnehmer fünf Achtelfinalisten aus. Die restlichen elf Teilnehmer erhielten ein Freilos und stiegen erst im Achtelfinale in den Wettbewerb ein.
| Datum |                    | Ergebnis             |                      |
| ----- | ------------------ | -------------------- | -------------------- |
| 4.8.  | SV Elversberg      | 1:3 (0:0)            | Holstein Kiel        |
| 4.8.  | Energie Cottbus    | 1:5 n. V. (1:1, 1:1) | 1. FC Kaiserslautern |
| 4.8.  | FC Rot-Weiß Erfurt | 0:1 (0:0)            | Werder Bremen        |
| 4.8.  | 1. FC Magdeburg    | 0:4 (0:2)            | Wacker Burghausen    |
| 5.9.  | TuS Koblenz        | 1:4 (2:0)            | SC Freiburg          |

## Achtelfinale
| Datum |                      | Ergebnis  |                          |
| ----- | -------------------- | --------- | ------------------------ |
| 28.9. | FC Schalke 04        | 4:0 (0:0) | Borussia Mönchengladbach |
| 28.9. | Waldhof Mannheim     | 0:2 (0:0) | Bayer 04 Leverkusen      |
| 28.9. | 1. FC Kaiserslautern | 2:3 (1:0) | Eintracht Frankfurt      |
| 29.9. | Hansa Rostock        | 1:6 (0:3) | VfB Stuttgart            |
| 29.9. | Hertha Zehlendorf    | 0:2 (0:2) | SC Freiburg              |
| 29.9. | Niendorfer TSV       | 0:6 (0:1) | Hannover 96              |
| 29.9. | RB Leipzig           | 3:0 (1:0) | Wacker Burghausen        |
| 29.9. | Holstein Kiel        | 0:3 (0:1) | Werder Bremen            |

## Viertelfinale
| Datum  |                     | Ergebnis              |                     |
| ------ | ------------------- | --------------------- | ------------------- |
| 14.12. | SC Freiburg         | 2:0 n. V.             | Eintracht Frankfurt |
| 14.12. | RB Leipzig          | 0:0 n. V. (3:4 i. E.) | FC Schalke 04       |
| 14.12. | Hannover 96         | 3:2 (0:0)             | VfB Stuttgart       |
| 15.12. | Bayer 04 Leverkusen | 3:2 n. V. (2:2, 1:1)  | Werder Bremen       |

## Halbfinale
| Datum  |             | Ergebnis                         |                     |
| ------ | ----------- | -------------------------------- | ------------------- |
| 30.03. | SC Freiburg | 2:0 (0:0)                        | Bayer 04 Leverkusen |
| 30.03. | Hannover 96 | 2:2 n. V. (2:2, 0:1) (6:7 i. E.) | FC Schalke 04       |

## Finale
Das Finale fand am 17. Mai 2014 im Berliner Stadion auf dem Wurfplatz statt.
| Paarung        | SC Freiburg – FC Schalke 04 |
| Ergebnis       | 1:1 n. V. (0:0, 0:0), 7:6 i. E. |
| Datum          | 17. Mai 2014 um 11:00 Uhr |
| Stadion        | Stadion auf dem Wurfplatz, Berlin |
| Zuschauer      | 4.500 |
| Schiedsrichter | Sascha Stegemann (Niederkassel) |
| Tore           | 1:0 Dorn (95.) 1:1 Boyamba (115.) Elfmeterschießen: 1:0 Gbadamassi 1:1 Starke Hedlund 1:2 Sané 2:2 Lickert 2:3 Friedrich 3:3 Daouri 3:4 Bodenröder 4:4 Dräger 4:5 Itter 5:5 Faller 5:6 Lohmar 6:6 Sick 7:6 Schöttgen                                                           |
| SC Freiburg    | Kai Eisele – Constantin Schöttgen, Faiz Gbadamassi, Jonas Föhrenbach, Hendrik Hofgärtner – Maximilian Faller, Mohamed Dräger, Eric Lickert, Pius Dorn (98. Pascal Sattelberger, 113. Manolo Rodas) – Adel Daouri, Jonas Bergmann (97. Raul Sick) Cheftrainer: Sebastian Gunkel |
| FC Schalke 04  | Timon Wellenreuther – Maurice Multhaup, Sebastian Hedlund, Marvin Friedrich, Maurice Neubauer – Pascal Itter, Miles Müller (82. Tim Bodenröder), Leroy Sané, Thilo Kehrer – Felix Platte (62. Hendrik Lohmar), Florian Pick (101. Joseph Boyamba) Cheftrainer: Norbert Elgert  |
| Gelbe Karten   | Maximilian Faller – Miles Müller, Pascal Itter, Marvin Friedrich |